# 拉翁库尔
拉翁库尔（法語：Lavoncourt，法語發音：[lavɔ̃kuʁ]）是法国上索恩省的一个市镇，属于沃苏勒区。

## 地理
拉翁库尔（47°37'32"N, 5°47'6"E）面积5.55 平方千米，位于法国勃艮第-弗朗什-孔泰大區上索恩省，该省份为法国东部内陆省份，北起顺时针与孚日省、贝尔福地区省、杜省、汝拉省、科多尔省和上马恩省接壤。
与拉翁库尔接壤的市镇（或旧市镇、城区）包括：特莱、蒙圣莱热、坦塞和蓬特勒博、沃隆、芒布雷。

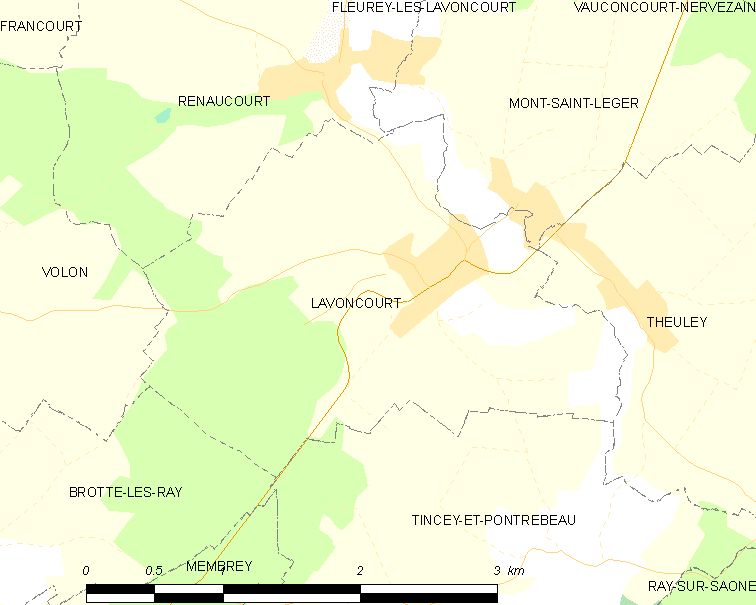
拉翁库尔的OSM定位图

拉翁库尔的时区为UTC+01:00、UTC+02:00（夏令时）。

## 行政
拉翁库尔的邮政编码为70120，INSEE市镇编码为70299。

## 政治
拉翁库尔所属的省级选区为萨隆河畔当皮埃尔县。

## 人口

1962-2008年间拉翁库尔人口变化图示

拉翁库尔于2022年1月1日时的人口数量为332人。